# Підводне швидкісне плавання
Швидкісне плавання в ластах — це один з прогресуючих підводних видів спорту, або спортивна дисципліна, у якій спортсмени долають дистанцію вплав з моноластою за найкоротший час.
Завдання спортсмена полягає в подоланні дистанції по або під поверхнею води за допомогою м'язової сили і моноласти.

### Дисципліни і відстані
Плавання в ластах відрізняється від гладкого плавання у використанні моноласти і іншого обладнання. Різне обладнання використовується відповідно до дисциплін, в яких спортсмен бере участь.
Існує чотири дисципліни з плавання в ластах (у басейнах):
- На поверхні: 50, 100, 200, 400, 800, 1500, 4 × 100 естафета і 4 × 200 естафета (метрів)
- На поверхні в звичайних ластах: 50, 100 і 200 (метрів)
- Пірнання: 50 (метрів)
- Під поверхнею води з аквалангом: 100, 400, 800 (метрів)

На відкритій воді проходять також запливи на марафонські дистанції 3, 6 і 20 (кілометрів)

### Спорядження
Спорядження спортсмена:
- Плавальний костюм, плавки, купальник
- Маска або плавальні окуляри
- Моноласта або ласти
- Трубка або Балон (акваланг)

## Історія
Були змагання, проведені у Франції на початку 1920-х, Італії в 1930-х і 1940-х і у Великій Британії в 1950 році.
Чемпіонати Світу і Континентальні Чемпіонати організовуються під нормами і правилами CMAS. Чемпіонати Європи відбуваються з 1967 року (вперше проводився в Італії). Чемпіонати Світу проводяться з 1976 року (вперше відбувся в Німеччині). Чемпіонати Світу проводяться раз на два роки (кожен непарний рік), а Континентальні Чемпіонати відбуваються зазвичай в парні роки. Всього вже відбулося двадцять один Чемпіонат Європи. Чемпіонати Азії з плавання в ластах були проведені 10 разів, починаючи з 1989 року, останній із яких відбувся в 2007 році (у Гонконзі). Нещодавно CMAS об'єднала всі Чемпіонати Світу для спорту, якими вона управляє в одну подію, яка називається Чемпіонат Світу з Підводних Ігор. Перший Чемпіонат Світу з Підводних Ігор був проведений в 2007 році в місті Барі, Італія. Більшість результатів цих чемпіонатів можна знайти на вебсайті CMAS.

### Швидкісне плавання в ластах у вітчизняній історії
Багато людей вважає що на створення моноласти, інженерів надихнув відомий фільм «Людина-амфібія», знятий «Ленфільмом» за романом А. Бєляєва. Саме фахівці кіностудії «Ленфільм» фактично передбачили появу моноласти, змусивши людину рухатися подібно дельфіна.
У 1962 році інженер В. Суєтин, за сумісництвом інструктор підводного спорту, виготовив першу у світі моноласту, яка чимось нагадувала хвіст русалки.
Моноласта призначалася для зйомки аматорського підводного фільму «Дівчинка і море». Там вперше було показано, як незвично, вільно і швидко пересувається під водою людина в моноласті, працюючи ногами подібно дельфіна.
У 1968 році тренер з Ленінграда Е. Рексон поєднав звичайну пару ластів, тобто зв'язав ноги спортсмена в нижній частині стопи, а утворену знизу площину вклеїв на гумову пластину. Сама пластина потоншувалася від калош до кінця ласти. У такій новинці його вихованка О. Тихоненко взимку 1968 виступила в Москві. Це був перший спортивний виступ з моноластою на серйозних змаганнях. Тим часом Б. Поротов виготовляє нову моноласту з перетином у вигляді клину.
З весни 1969 року в модернізованій моноласті вихованка Б. Поротова Надія Турукало здійснила «переможну ходу», послідовно вигравши практично всі короткі дистанції, починаючи з пірнання на 50 метрів, і стала чемпіонкою Казахстану, а потім послідовно чемпіонкою та рекордсменкою світу, Європи та СРСР.
Звісно, від пірнання перейшли до плавання в моноласті по поверхні води. З цих пір утвердився і став відшліфовуватися новий спосіб швидкісного підводного плавання — «дельфін». З 1971 року в моноласті стали виступати і чоловіки. Першим це зробив Олександр Салмін з Новосибірська.
Також треба відзначити людину, який привів швидкісне плавання в ластах, до спортивного виду який ми маємо зараз.
Успенський Г. М. тренер з України, команда якого перша в світі почала плавати всі дистанції від 50 м до 1500 м в моноластах.
Пізніше в 2000х роках на ринках з'явилися нові моноласти типу «Гіпер».

## Поширення
Це досить поширений вид спорту в усьому світі. Росія, Китай, Італія, Україна, Угорщина, Німеччина, Південна Корея, Франція, Білорусь, Колумбія, Чехія і Греція є провідними країнами у цьому спорті. Тим не менш, цим спортом також займаються в більш ніж ста країнах по всьому світу.
Більшість країн проводить національні чемпіонати, багато з яких відкриті для міжнародних конкурентів (у тому числі Нідерланди, Німеччина, Україна, Росія і Бельгія).
В Україні існує декілька спортивних шкіл зі швидкісного підводного плавання в ластах, здебільшого в басейнах великих міст. Такі спортивні школи існують у Києві, Харкові, Запоріжжі, Кривому Розі, Сєвєродонецьку.